# Grand Prix Niemiec 2005

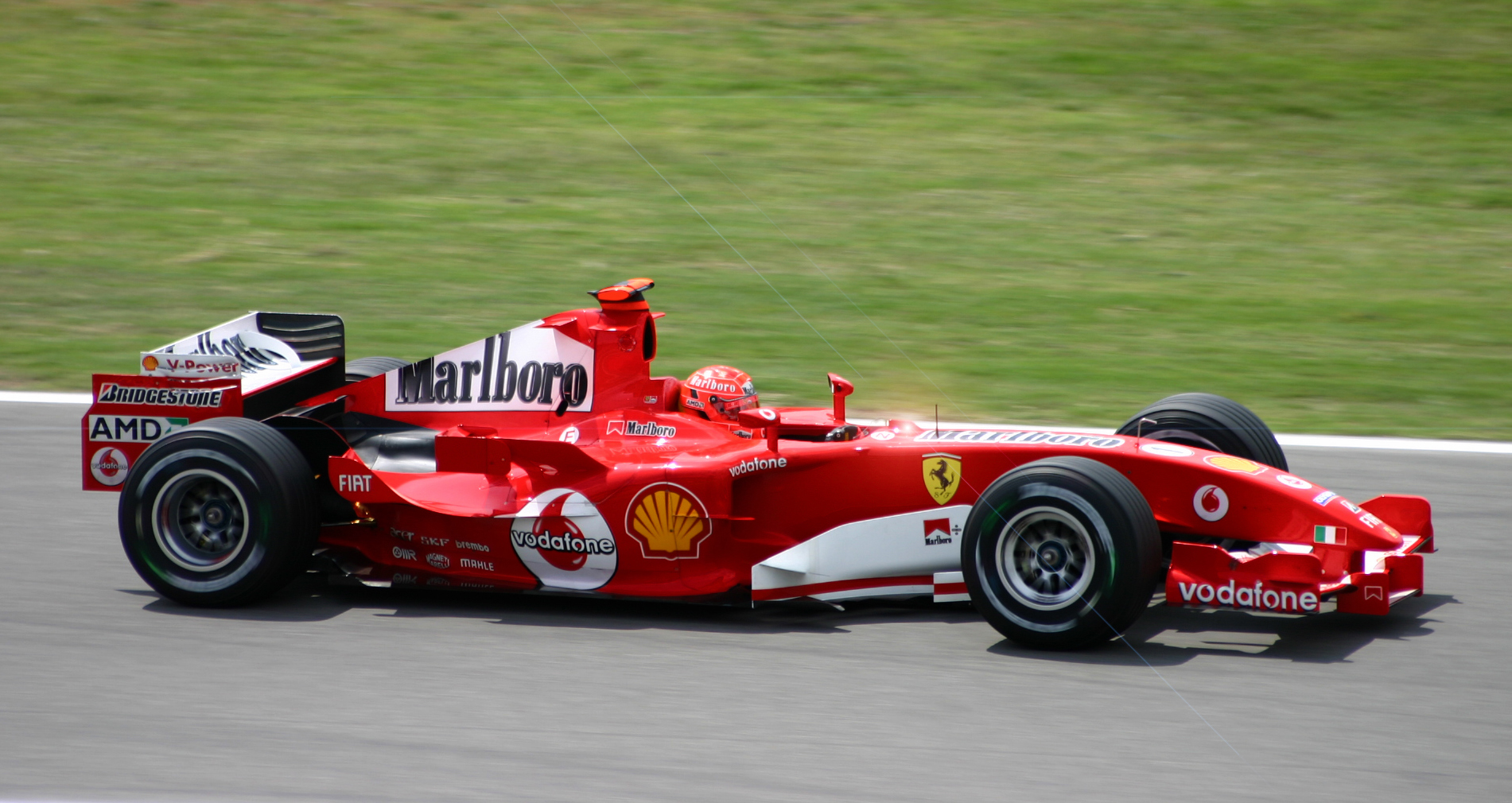
Michael Schumacher podczas Grand Prix Niemiec 2005

Wyniki Grand Prix Niemiec, dwunastej rundy Mistrzostw Świata Formuły 1 w sezonie 2005.

## Wyniki sesji
| Legenda oznaczeń w tabelach wyników Wyświetl szablon na nowej stronie | Legenda oznaczeń w tabelach wyników Wyświetl szablon na nowej stronie                                                                     |
| Oznaczenie                                                            | Wyjaśnienie |
| --------------------------------------------------------------------- | --- |
| Złoty                                                                 | Zwycięzca lub mistrzostwo |
| Srebrny                                                               | 2. miejsce lub wicemistrzostwo |
| Brązowy                                                               | 3. miejsce lub II wicemistrzostwo |
| Zielony                                                               | Ukończył, punktował (w klasyfikacji generalnej, gdy zdobył co najmniej jeden punkt na przestrzeni sezonu, poza trzema powyższymi opcjami) |
| Niebieski                                                             | Ukończył, nie punktował (w klasyfikacji generalnej, gdy nie zdobył co najmniej jednego punktu na przestrzeni sezonu)                      |
| Czerwony                                                              | Nie zakwalifikował się (NZ) |
| Czerwony                                                              | Nie prekwalifikował się (NPK) |
| Różowy                                                                | Nie ukończył (NU) |
| Różowy                                                                | Niesklasyfikowany (NS) (w klasyfikacji generalnej, gdy nie został sklasyfikowany w żadnym wyścigu sezonu)                                 |
| Czarny                                                                | Zdyskwalifikowany (DK) |
| Czarny                                                                | Wykluczony (WYK/EX) |
| Biały                                                                 | Nie wystartował (NW) |
| Biały                                                                 | Kontuzjowany (K/INJ) |
| Biały                                                                 | Wyścig odwołany (OD/C) |
| Bez koloru                                                            | Został wycofany (WYC/WD) |
| Bez koloru                                                            | Nie przybył (NP/DNA) |
| Bez koloru                                                            | Nie brał udziału w treningach (NT/DNP) |
| Bez koloru                                                            | Nie został zgłoszony (–) |
| Pogrubienie                                                           | Start z pole position |
| Kursywa                                                               | Najszybsze okrążenie wyścigu |
| †                                                                     | Nie ukończył, ale jego rezultat został zaliczony ze względu na przejechanie więcej niż 90% dystansu wyścigu.                              |
| *                                                                     | Sezon w trakcie |
| 1/2/3                                                                 | Punktowana pozycja w sprincie kwalifikacyjnym                                                                                             |
| Lista systemów punktacji Formuły 1                                    | |

### Sesje Treningowe
| Sesja | Nr | Kierowca       | Konstruktor      | Czas     |
| ----- | -- | -------------- | ---------------- | -------- |
| 1     | 35 | Alexander Wurz | McLaren-Mercedes | 1:14.277 |
| 2     | 35 | Alexander Wurz | McLaren-Mercedes | 1:13.973 |
| 3     | 9  | Kimi Räikkönen | McLaren-Mercedes | 1:15.684 |
| 4     | 9  | Kimi Räikkönen | McLaren-Mercedes | 1:14.128 |

### Kwalifikacje
| P  | Imię i nazwisko      | Kraj            | Nazwa stajni             | Opony       | Okr. | Czas     | Strata   |
| -- | -------------------- | --------------- | ------------------------ | ----------- | ---- | -------- | -------- |
| 1  | Kimi Räikkönen       | Finlandia       | McLaren-Mercedes         | Michelin    | 3    | 1:14.320 |          |
| 2  | Jenson Button        | Wielka Brytania | B.A.R.-Honda             | Michelin    | 3    | 1:14.759 | 0:00.439 |
| 3  | Fernando Alonso      | Hiszpania       | Renault                  | Michelin    | 3    | 1:14.904 | 0:00.584 |
| 4  | Giancarlo Fisichella | Włochy          | Renault                  | Michelin    | 3    | 1:14.927 | 0:00.607 |
| 5  | Michael Schumacher   | Niemcy          | Ferrari                  | Bridgestone | 3    | 1:15.006 | 0:00.686 |
| 6  | Mark Webber          | Australia       | Williams-BMW             | Michelin    | 3    | 1:15.070 | 0:00.750 |
| 7  | Nick Heidfeld        | Niemcy          | Williams-BMW             | Michelin    | 3    | 1:15.403 | 0:01.083 |
| 8  | Takuma Satō          | Japonia         | B.A.R.-Honda             | Michelin    | 3    | 1:15.501 | 0:01.181 |
| 9  | Jarno Trulli         | Włochy          | Toyota                   | Michelin    | 3    | 1:15.532 | 0:01.212 |
| 10 | Christian Klien      | Austria         | Red Bull Racing-Cosworth | Michelin    | 3    | 1:15.635 | 0:01.315 |
| 11 | David Coulthard      | Wielka Brytania | Red Bull Racing-Cosworth | Michelin    | 3    | 1:15.679 | 0:01.359 |
| 12 | Ralf Schumacher      | Niemcy          | Toyota                   | Michelin    | 3    | 1:15.689 | 0:01.369 |
| 13 | Felipe Massa         | Brazylia        | Sauber-Petronas          | Michelin    | 3    | 1:16.009 | 0:01.689 |
| 14 | Jacques Villeneuve   | Kanada          | Sauber-Petronas          | Michelin    | 3    | 1:16.012 | 0:01.692 |
| 15 | Rubens Barrichello   | Brazylia        | Ferrari                  | Bridgestone | 3    | 1:16.230 | 0:01.910 |
| 16 | Christijan Albers    | Holandia        | Minardi-Cosworth         | Bridgestone | 3    | 1:17.519 | 0:03.199 |
| 17 | Robert Doornbos      | Holandia        | Minardi-Cosworth         | Bridgestone | 3    | 1:18.313 | 0:03.993 |
| 18 | Tiago Monteiro       | Portugalia      | Jordan-Toyota            | Bridgestone | 3    | 1:18.599 | 0:04.279 |
| 19 | Juan Pablo Montoya   | Kolumbia        | McLaren-Mercedes         | Michelin    |      |          |          |
| 20 | Narain Karthikeyan   | Indie           | Jordan-Toyota            | Bridgestone |      |          |          |

### Wyścig
| P                 | + / –     | Nr | Kierowca             | Konstruktor       | Opony | Okr. | Czas / Strata | Komentarz  |
| ----------------- | --------- | -- | -------------------- | ----------------- | ----- | ---- | ------------- | ---------- |
| 1                 | 2         | 5  | Fernando Alonso      | Renault           | M     | 67   | 1h26:28.599   |            |
| 2                 | 18        | 10 | Juan Pablo Montoya   | McLaren-Mercedes  | M     | 67   | +0:22.569     |            |
| 3                 | 1         | 3  | Jenson Button        | BAR-Honda         | M     | 67   | +0:24.422     |            |
| 4                 | Bez zmian | 6  | Giancarlo Fisichella | Renault           | M     | 67   | +0:50.587     |            |
| 5                 | Bez zmian | 1  | Michael Schumacher   | Ferrari           | B     | 67   | +0:51.690     |            |
| 6                 | 6         | 17 | Ralf Schumacher      | Toyota            | M     | 67   | +0:52.242     |            |
| 7                 | 4         | 14 | David Coulthard      | Red Bull-Cosworth | M     | 67   | +0:52.700     |            |
| 8                 | 5         | 11 | Felipe Massa         | Sauber-Petronas   | M     | 67   | +0:56.570     |            |
| 9                 | 1         | 15 | Christian Klien      | Red Bull-Cosworth | M     | 67   | +1:09.818     |            |
| 10                | 5         | 2  | Rubens Barrichello   | Ferrari           | B     | 66   | +1 okr.       |            |
| 11                | 4         | 8  | Nick Heidfeld        | Williams-BMW      | M     | 66   | +1 okr.       |            |
| 12                | 4         | 4  | Takuma Satō          | BAR-Honda         | M     | 66   | +1 okr.       |            |
| 13                | 3         | 20 | Christijan Albers    | Minardi-Cosworth  | B     | 65   | +2 okr.       |            |
| 14                | 5         | 16 | Jarno Trulli         | Toyota            | M     | 64   | +3 okr.       | silnik     |
| 15                | 1         | 12 | Jacques Villeneuve   | Sauber-Petronas   | M     | 64   | +3 okr.       |            |
| 16                | 3         | 19 | Narain Karthikeyan   | Jordan-Toyota     | B     | 64   | +3 okr.       |            |
| 17                | 1         | 18 | Tiago Monteiro       | Jordan-Toyota     | B     | 58   | +2 okr.       |            |
| 18                | 1         | 21 | Robert Doornbos      | Minardi-Cosworth  | B     | 63   | +4 okr.       | [ 2 ]      |
| Niesklasyfikowani |           |    |                      |                   |       |      |               |            |
|                   |           | 7  | Mark Webber          | Williams-BMW      | M     | 55   |               |            |
|                   |           | 9  | Kimi Räikkönen       | McLaren-Mercedes  | M     | 35   |               | hydraulika |
| P                 | + / –     | Nr | Kierowca             | Konstruktor       | Opony | Okr. | Czas / Strata | Komentarz  |

## Klasyfikacja po wyścigu

### Kierowcy
| P  | +/- | Imię i nazwisko      | Kraj            | Stajnia                  | PKT | 1 miejsca | 2 miejsca | 3 miejsca | P. pos |
| -- | --- | -------------------- | --------------- | ------------------------ | --- | --------- | --------- | --------- | ------ |
| 1  | 0   | Fernando Alonso      | Hiszpania       | Renault                  | 87  | 6         | 2         | 1         | 4      |
| 2  | 0   | Kimi Räikkönen       | Finlandia       | McLaren-Mercedes         | 51  | 3         | 1         | 2         | 4      |
| 3  | 0   | Michael Schumacher   | Niemcy          | Ferrari                  | 47  | 1         | 2         | 1         | 0      |
| 4  | +2  | Juan Pablo Montoya   | Kolumbia        | McLaren-Mercedes         | 34  | 1         | 1         | 0         | 0      |
| 5  | -1  | Rubens Barrichello   | Brazylia        | Ferrari                  | 31  | 0         | 2         | 2         | 0      |
| 6  | -1  | Jarno Trulli         | Włochy          | Toyota                   | 31  | 0         | 2         | 1         | 1      |
| 7  | 0   | Giancarlo Fisichella | Włochy          | Renault                  | 30  | 1         | 0         | 0         | 1      |
| 8  | +1  | Ralf Schumacher      | Niemcy          | Toyota                   | 26  | 0         | 0         | 0         | 0      |
| 9  | -2  | Nick Heidfeld        | Niemcy          | Williams-BMW             | 25  | 0         | 2         | 1         | 1      |
| 10 | 0   | Mark Webber          | Australia       | Williams-BMW             | 22  | 0         | 0         | 1         | 0      |
| 11 | 0   | David Coulthard      | Wielka Brytania | Red Bull Racing-Cosworth | 19  | 0         | 0         | 0         | 0      |
| 12 | 0   | Jenson Button        | Wielka Brytania | B.A.R.-Honda             | 15  | 0         | 0         | 1         | 1      |
| 13 | 0   | Felipe Massa         | Brazylia        | Sauber-Petronas          | 8   | 0         | 0         | 0         | 0      |
| 14 | 0   | Jacques Villeneuve   | Kanada          | Sauber-Petronas          | 6   | 0         | 0         | 0         | 0      |
| 15 | 0   | Tiago Monteiro       | Portugalia      | Jordan-Toyota            | 6   | 0         | 0         | 1         | 0      |
| 16 | 0   | Alexander Wurz       | Austria         | McLaren-Mercedes         | 6   | 0         | 0         | 1         | 0      |
| 17 | 0   | Narain Karthikeyan   | Indie           | Jordan-Toyota            | 5   | 0         | 0         | 0         | 0      |
| 18 | 0   | Christian Klien      | Austria         | Red Bull Racing-Cosworth | 4   | 0         | 0         | 0         | 0      |
| 19 | 0   | Christijan Albers    | Holandia        | Minardi-Cosworth         | 4   | 0         | 0         | 0         | 0      |
| 20 | 0   | Pedro de la Rosa     | Hiszpania       | McLaren-Mercedes         | 4   | 0         | 0         | 0         | 0      |
| 21 | 0   | Patrick Friesacher   | Austria         | Minardi-Cosworth         | 3   | 0         | 0         | 0         | 0      |
| 22 | 0   | Vitantonio Liuzzi    | Włochy          | Red Bull Racing-Cosworth | 1   | 0         | 0         | 0         | 0      |

### Konstruktorzy
| P  | +/- | Nazwa stajni             | PKT | 1 miejsca | 2 miejsca | 3 miejsca |
| -- | --- | ------------------------ | --- | --------- | --------- | --------- |
| 1  | 0   | Renault                  | 117 | 7         | 2         | 1         |
| 2  | 0   | McLaren-Mercedes         | 95  | 4         | 2         | 3         |
| 3  | 0   | Ferrari                  | 78  | 1         | 4         | 3         |
| 4  | 0   | Toyota                   | 57  | 0         | 2         | 1         |
| 5  | 0   | Williams-BMW             | 47  | 0         | 2         | 2         |
| 6  | 0   | Red Bull Racing-Cosworth | 24  | 0         | 0         | 0         |
| 7  | +2  | B.A.R.-Honda             | 15  | 0         | 0         | 1         |
| 8  | -1  | Sauber-Petronas          | 14  | 0         | 0         | 0         |
| 9  | -1  | Jordan-Toyota            | 11  | 0         | 0         | 1         |
| 10 | 0   | Minardi-Cosworth         | 7   | 0         | 0         | 0         |